# Voyance et Manigance
Pour plus de détails, voir Fiche technique et Distribution.
Voyance et Manigance est un film français réalisé par Éric Fourniols, sorti en 2001.

## Synopsis
Que fait-on lorsque notre existence paisible se désagrège subitement ? Son mari au chômage, son fils blessé la veille d'un match important et autres soucis quotidiens ne vont pas inciter Chantal à consulter un psy mais un voyant un rien charlatan qui n'exerce que pour combler ses pertes au Loto Foot et au Tiercé. Sous l'œil bienveillant d'une collègue et amie, convaincue de la fiabilité dudit voyant, ayant promis à son fils une brillante carrière de pilote d'avion, Chantal, désormais persuadée d'être maudite, va donc aller se faire désenvouter dans les règles de l'art afin de venir à bout de ses misères, provoquant entre autres quiproquos et pseudo aventure amoureuse avec le frère du voyant s'initiant lui aussi au métier et infatigable coureur de jupons.

## Fiche technique
- Titre original : Voyant lumineux

## Distribution
- Emmanuelle Béart : Chantal
- Dieudonné : Alban
- Anémone : Jacqueline
- Serge Hazanavicius : Frédéric
- Zinedine Soualem : Roland
- Valérie Bonneton : Agnès
- Olivier Claverie : Robert
- Boris Duponchel : Franck
- Vincent Moscato : M. Sahuc
- Candide Sanchez : frère Bernard
- Thierry Gimenez : Thillet
- Anne Le Ny : Mme Clédes
- Agathe Teyssier : Catherine
- Marie Le Cam : la jeune rousse
- Mathilde Vitry : la femme en noir
- Didier Menin : l'administré
- Colette Maire : la patronne du tabac
- Audrey Langle : la serveuse
- Luc Palun : le patron du PMU
- Philippe Soutan : l'alcoolique
- Tatiana Gousseff : la directrice du supermarché
- José Touré : le moine cistercien

## Commentaires
Malgré une production réunissant trois célébrités et un scénario se voulant grand public, ce film ne rencontra pas le succès escompté, avec environ 30 000 entrées.
Le numéro d'arrivée du PMU à la télévision du bar qui correspond au jour, au mois et à l'année de naissance du personnage jouée par Emmanuelle Beart est réellement la date de naissance d'Emmanuelle Beart.